# مدروان
مدروان أو الدريجة البيضاء أو درجة (الاسم العلمي: Calidris alba) (بالإنجليزية: Sanderling) هو نوع من الطيور يتبع جنس الدريجة من فصيلة دجاج الأرض.